# Mirepoix, Ariège
Mirepoix là một xã trong vùng Occitanie, thuộc tỉnh Ariège (tỉnh), quận Pamiers, tổng Mirepoix (Chef-lieu). Tọa độ địa lý của xã là 43° 05' vĩ độ bắc, 01° 52' kinh độ đông. Mirepoix nằm trên độ cao trung bình là 308 mét trên mực nước biển, có điểm thấp nhất là 276 mét và điểm cao nhất là 462 mét. Xã có diện tích 47,28 km², dân số vào thời điểm 1999 là 3061 người; mật độ dân số là 65 người/km².

## Thông tin nhân khẩu
| 1962  | 1968  | 1975  | 1982  | 1990  | 1999  |
| ----- | ----- | ----- | ----- | ----- | ----- |
| 3.078 | 3.255 | 3.273 | 3.139 | 2.993 | 3.061 |

## Các thành phố kết nghĩa
- Palafrugell, Tây Ban Nha

## Nhân vật nổi tiếng
- Gaston-Pierre de Lévis, (1699 - 1757) công tước của Mirepoix
- Bertrand Clausel, (1772 - 1842), thống chế của Pháp

## Địa điểm tham quan
- Nhà thờ St. Maurice